# Anomala arida
Anomala arida är en skalbaggsart som beskrevs av Thomas Casey 1915. Anomala arida ingår i släktet Anomala och familjen Rutelidae. Inga underarter finns listade i Catalogue of Life.